# 安娜·葆拉·巴斯克斯
安娜·葆拉·巴斯克斯（西班牙語：Ana Paula Vázquez，2000年10月5日—），墨西哥射箭运动员，2021年世界锦标赛女子团体反曲弓银牌得主、2024年夏季奥运会女子团体铜牌得主。